# Party Queen
Party Queen – trzynasty album Ayumi Hamasaki. Płyta ukazała się 21 marca 2012 roku. Jest to pierwszy studyjny album Hamasaki, który posiada jedynie singel cyfrowy how beautiful you are. Album został wydany w formatach: CD, CD+DVD, CD+2DVD.
Album osiągnął 2 pozycję w rankingu Oricon, za albumem wydanym przez Acid Black Cherry. Party Queen jest drugim albumem piosenkarki, który osiągnął drugą pozycję w tym rankingu. Płyta zyskała status złotej płyty za sprzedaż 148 290.

## Lista utworów

### CD
| #  | Tytuł                                             | Muzyka                                                              | Aranżacja             | Czas |
| -- | ------------------------------------------------- | ------------------------------------------------------------------- | --------------------- | ---- |
| 1  | "Party queen"                                     | Timothy Wellard                                                     | tasuku                | 3:56 |
| 2  | "NaNaNa"                                          | corin                                                               | CMJK                  | 3:41 |
| 3  | "Shake It♥"                                       | BOUNCEBACK                                                          | CMJK                  | 3:49 |
| 4  | "taskebab"                                        | tasuku                                                              | tasuku                | 1:50 |
| 5  | "call"                                            | Katsumi Ohnishi                                                     | tasuku                | 4:04 |
| 6  | "Letter"                                          | Katsumi Ohnishi                                                     | tasuku, Harvey Brough | 4:41 |
| 7  | "reminds me"                                      | Yuta Nakano                                                         | tasuku, Harvey Brough | 5:21 |
| 8  | "Return Road"                                     | D.A.I                                                               | Yuta Nakano           | 4:54 |
| 9  | "Tell me why" (cover piosenki Sose Me Ivi Adamou) | Hanif Sabzevari, Lene Dissing, Marcus Winther-Jhon, Dimitri Stassos | CMJK                  | 3:41 |
| 10 | "a cup of tea"                                    | CMJK                                                                | CMJK                  | 1:42 |
| 11 | "the next LOVE"                                   | Timothy Wellard                                                     | Yuta Nakano           | 4:04 |
| 12 | "Eyes, Smoke, Magic"                              | Timothy Wellard                                                     | Yuta Nakano           | 4:09 |
| 13 | "Serenade in A minor"                             | Yuta Nakano                                                         | Yuta Nakano           | 2:18 |
| 14 | "how beautiful you are"                           | Timothy Wellard                                                     | Yuta Nakano           | 5:01 |

### DVD1
| # | Tytuł                                 | Reżyser      | Czas |
| - | ------------------------------------- | ------------ | ---- |
| 1 | "Shake It♥" (video clip)              | Masashi Muto |      |
| 2 | "NaNaNa" (video clip)                 | Masashi Muto |      |
| 3 | "Return Road" (video clip)            | Masashi Muto |      |
| 4 | how beautiful you are" (video clip)   | Masashi Muto |      |
| 5 | "Shake It♥" (making clip)             |              |      |
| 6 | "NaNaNa" (making clip)                |              |      |
| 7 | "Return Road" (making clip)           |              |      |
| 8 | "how beautiful you are" (making clip) |              |      |

### DVD2
Ayumi Hamasaki COUNTDOWN LIVE 2011-2012 ～HOTEL Love songs～
| #  | Tytuł                    | Czas |
| -- | ------------------------ | ---- |
| 1  | "do it again"            |      |
| 2  | "Happening Here"         |      |
| 3  | "insomnia"               |      |
| 4  | "MOON"                   |      |
| 5  | "fated"                  |      |
| 6  | "feedback"               |      |
| 7  | "NEVER EVER"             |      |
| 8  | "sending mail"           |      |
| 9  | "machine"                |      |
| 10 | "Sparkle"                |      |
| 11 | "Humming 7/4"            |      |
| 12 | "evolution"              |      |
| 13 | "RAINBOW"                |      |
| 14 | "November"               |      |
| 15 | "music"                  |      |
| 16 | "Ladies Night"           |      |
| 17 | "Party queen"            |      |
| 18 | "Happening Here"         |      |
| 19 | "Love song"              |      |
| 20 | "how beautiful you are"  |      |
| 21 | "Trauma ～ Boys & Girls" |      |
| 22 | "MY ALL"                 |      |